# Собор Святого Вацлава (Оломоуц)
Собор Святого Вацлава  (чеш. Katedrála svatého Václava) — католическая церковь, находящаяся в городе Оломоуц, Чехия. Церковь святого Вацлава является кафедральным собором архиепархии Оломоуца. Церковь освящена в честь святого Вацлава.

## История

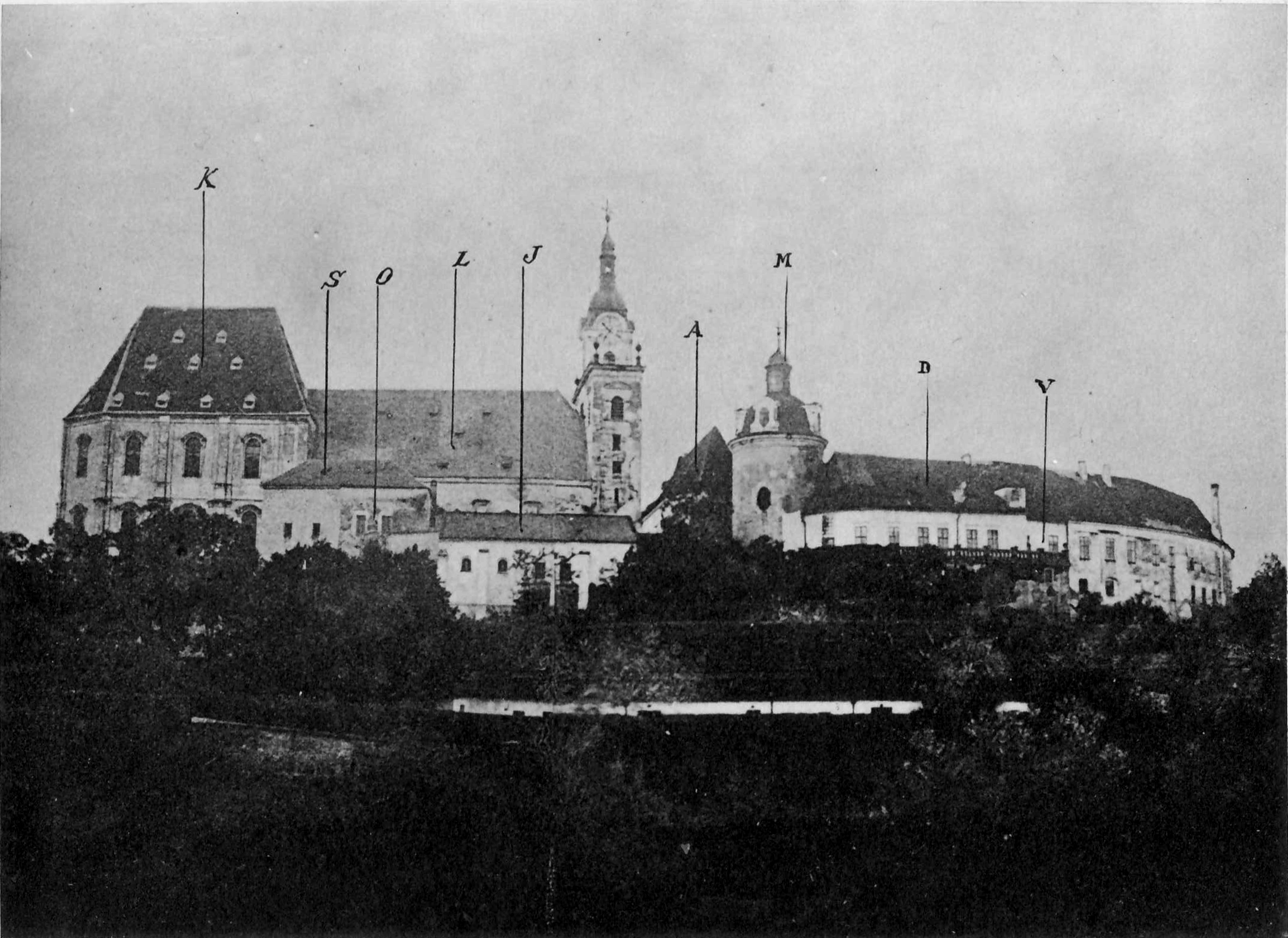
Собор (слева) до перестроек конца XIX века

Церковь святого Вацлава была заложена в 1107 году в романском стиле. Освящена в 1131 году епископом Йиндржихом Здиком. В XIII и XIV веках церковь перестроили в готическом стиле.
4 августа 1306 года в соседнем здании декана церкви был убит чешский король Вацлав III.
В 1883—1892 годах собор был перестроен Густавом Мереттой в стиле неоготики. Тогда же была возведена 100-метровая центральная башня — четвёртая по высоте постройка страны.
В 2004—2007 годах собор был закрыт на комплексную реставрацию.